# Instituto Nacional de Tecnologia da Informação
O Instituto Nacional de Tecnologia da Informação (ITI)  é uma autarquia federal vinculada à Casa Civil da Presidência da República. Tem por objetivo manter a Infraestrutura de Chaves Públicas Brasileira (ICP-Brasil), sendo a primeira autoridade da cadeia de certificação (AC Raiz).
A Medida Provisória 2.200-2 de 24 de agosto de 2001 deu início à implantação do sistema nacional de certificação digital da ICP-Brasil. Isso significa que o Brasil possui uma infraestrutura pública, mantida e auditada por um órgão público, no caso, o Instituto Nacional de Tecnologia da Informação, que segue regras de funcionamento estabelecidas pelo Comitê Gestor da ICP-Brasil, cujos membros são nomeados pelo Presidente da República, entre representantes dos poderes da República, bem como, de segmentos da sociedade e da academia, como forma de dar estabilidade, transparência e confiabilidade ao sistema.
O certificado digital da ICP-Brasil, além de personificar o cidadão, assim como empresas, tempo e equipamentos, na rede mundial de computadores, garante, por força da legislação atual, validade jurídica aos atos praticados com seu uso. A certificação digital é uma ferramenta que permite que aplicações, como comércio eletrônico, assinatura de contratos, operações bancárias, iniciativas de governo eletrônico, entre outras, sejam realizadas. São transações feitas de forma virtual, ou seja, sem a presença física do interessado, mas que demandam identificação inequívoca da pessoa que a está realizando pela Internet.
Compete ainda ao ITI estimular e articular projetos de pesquisa científica e de desenvolvimento tecnológico voltados à ampliação da cidadania digital. Nesse vetor, o ITI tem como sua principal linha de ação a popularização da certificação digital, atuando sobre questões como sistemas criptográficos, hardware compatíveis com padrões abertos e universais, convergência digital de mídias, entre outras.